# Barragem de Alfândega da Fé
A Barragem de Alfândega da Fé, construída sobre o leito da ribeira dos Alambiques, localiza-se na freguesia e no Município de Alfândega da Fé, no Distrito de Bragança, em Portugal. A barragem foi projectada em 1968 e entrou em funcionamento em 1970.

## Barragem
É uma barragem de aterro (terra homogénea). Possui uma altura de 27 m acima da fundação (25 m acima do terreno natural) e um comprimento de coroamento de 750 m (largura 6 m). O volume da barragem é de 520.000 m³. Possui uma capacidade de descarga máxima de 2,5 (descarga de fundo) + 1 (descarregador de cheias) m³/s.

## Albufeira
A albufeira da barragem apresenta uma superfície inundável ao NPA (Nível Pleno de Armazenamento) de 0,22 km² e tem uma capacidade total de 1,6 Mio. m³ (capacidade útil de 1,3 Mio. m³). As cotas de água na albufeira são: NPA de 626,5 metros, NMC (Nível Máximo de Cheia) de 626,7 metros e NME (Nível Mínimo de Exploração) de 607 metros.